# Station Chevilly (Loiret)
Station Chevilly is een spoorwegstation in de Franse gemeente Chevilly.